# Petrovice (zámek, okres Příbram)
Zámek Petrovice se nachází na Sedlčansku v centru stejnojmenné obce v okrese Příbram ve Středočeském kraji. Původně barokní zámek, v 19. století přestavěný v novogotickém slohu, je zapsaný v Ústředním seznamu nemovitých kulturních památek České republiky.

## Historie
První písemná zmínka o Petrovicích je z roku 1219. Byl zde vybudován kostel, o kterém existuje zmínka z roku 1350 jako o kostele farním. V 16. století byly Petrovice rozděleny mezi tři různé majitele, jednu jejich část koupil v roce 1601 rybníkář Jakub Krčín z Jelčan a Sedlčan a jeho rodu Petrovice patřily až do roku 1628.
Přibík Jeníšek z Újezda, který byl dalším z řady majitelů, založil v Březnici jezuitskou kolej a v té souvislosti v roce 1650 věnoval Tovaryšstvu Ježíšovu petrovický statek. Jezuité, kteří si zřídili nové sídlo v Krašovicích, v roce 1666 koupili od březnických jezuitů Petrovice a koncem 17. století přemístili své sídlo z Krašovic do této obce. Jezuité si vybudovali v Petrovicích dvě rezidence. První z nich, označovaná jako velká rezidence, je nynější zámek. Druhá, tzv. malá rezidence, se nachází na petrovickém náměstí. Petrovice patřily Tovaryšstvu Ježíšovu až do roku 1773, kdy byl jezuitský řád zrušen. Petrovický statek a bývalou jezuitskou rezidenci koupil v roce 1806 Jan Václav Bechyně z Lažan, o šest let později Petrovice získal Arnošt Fleissner z Ostrovic a po něm se střídali další majitelé. Vladimír Zhorský ze Zhorze a z Kronberka v roce 1887 provedl významné stavební úpravy zámku, mimo jiné nechal k zámecké budově přistavět polygonální, cimbuřím ozdobené věže v novogotickém stylu. Přilehlou zahradu nechal Vladimír Zhorský proměnit v krajinářský park.
Zámek je v majetku obce Petrovice a je sídlem petrovického obecního úřadu. Park prošel v letech 2010–2011 celkovou revitalizací.

## Popis
Zámecký areál se nachází v centru obce, severně od menší jezuitské rezidence a kostela svatého Petra a Pavla, které stojí na petrovickém náměstí. Zámek je ze severní a východní strany obklopen parkem, obehnaným ohradní zdí. V severní části parku se nacházejí budovy bývalého zámeckého pivovaru. K pivovarským objektům bylo v 70. letech 20. století přistavěno letní kino. Východně od zámku stojí v parku budova sýpky, dvoupatrový objekt s nízkou sedlovou střechou. V severozápadní části areálu býval domek zahradníka.

## Galerie

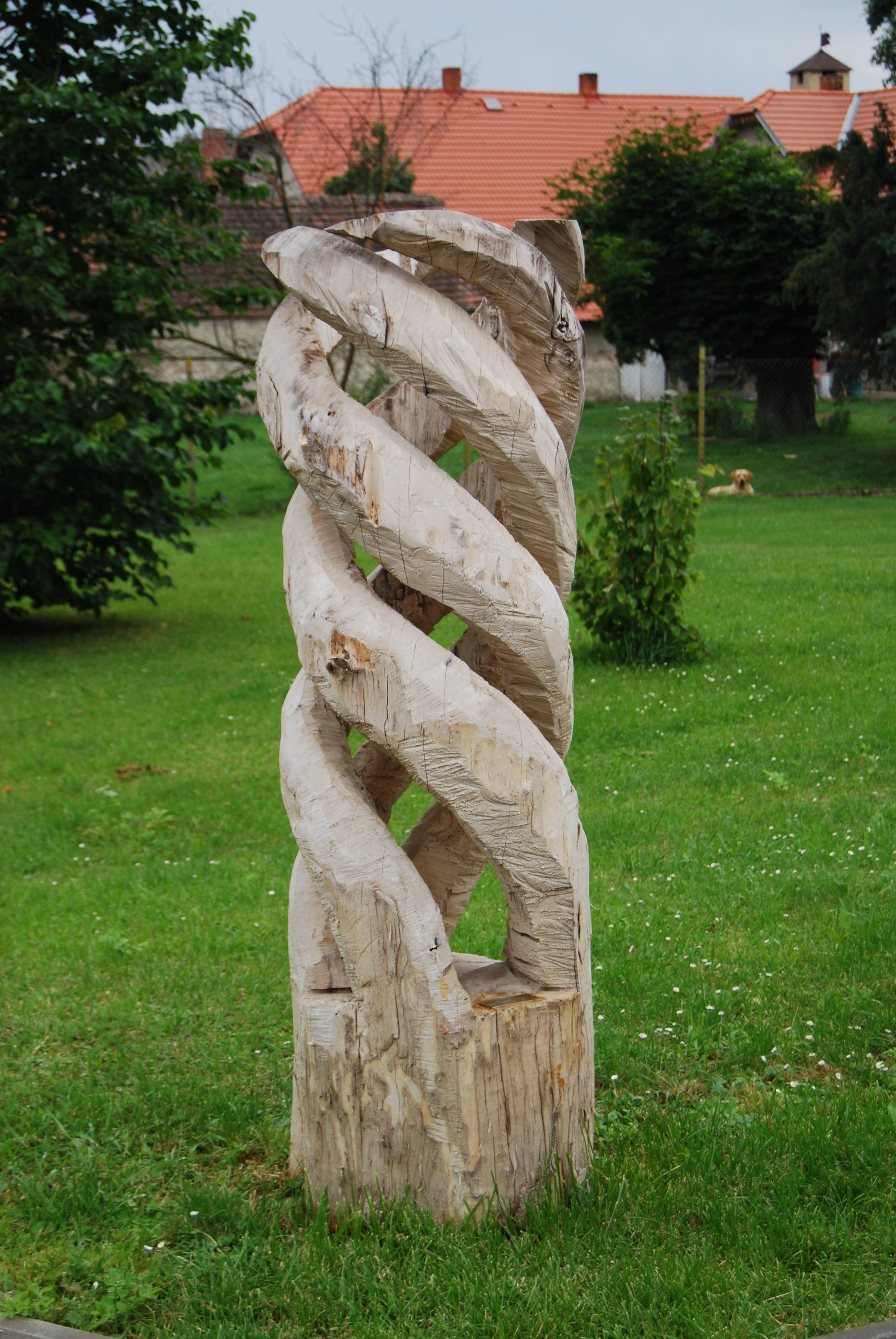
Dřevěná plastika v parku
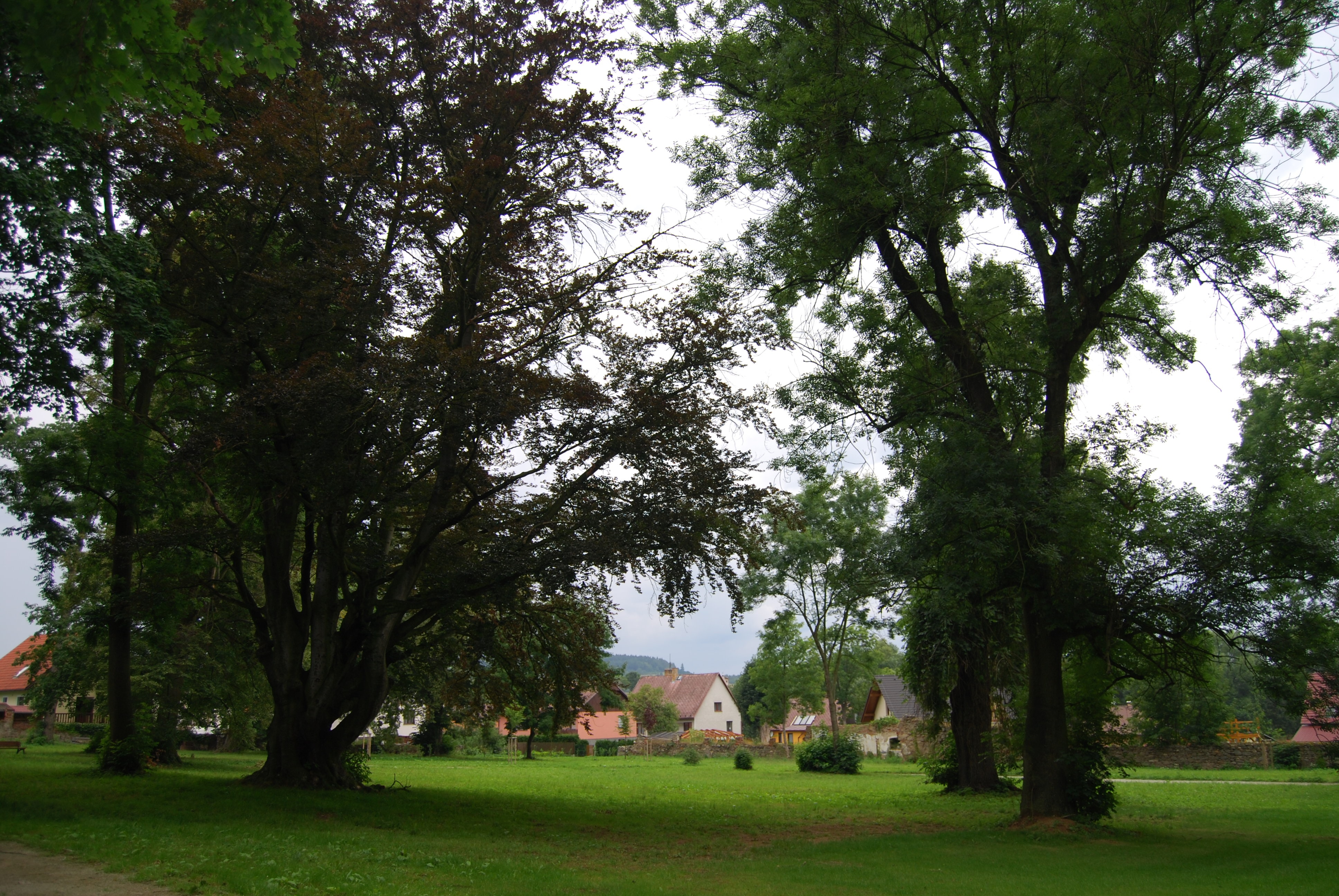
Stromy v zámeckém parku
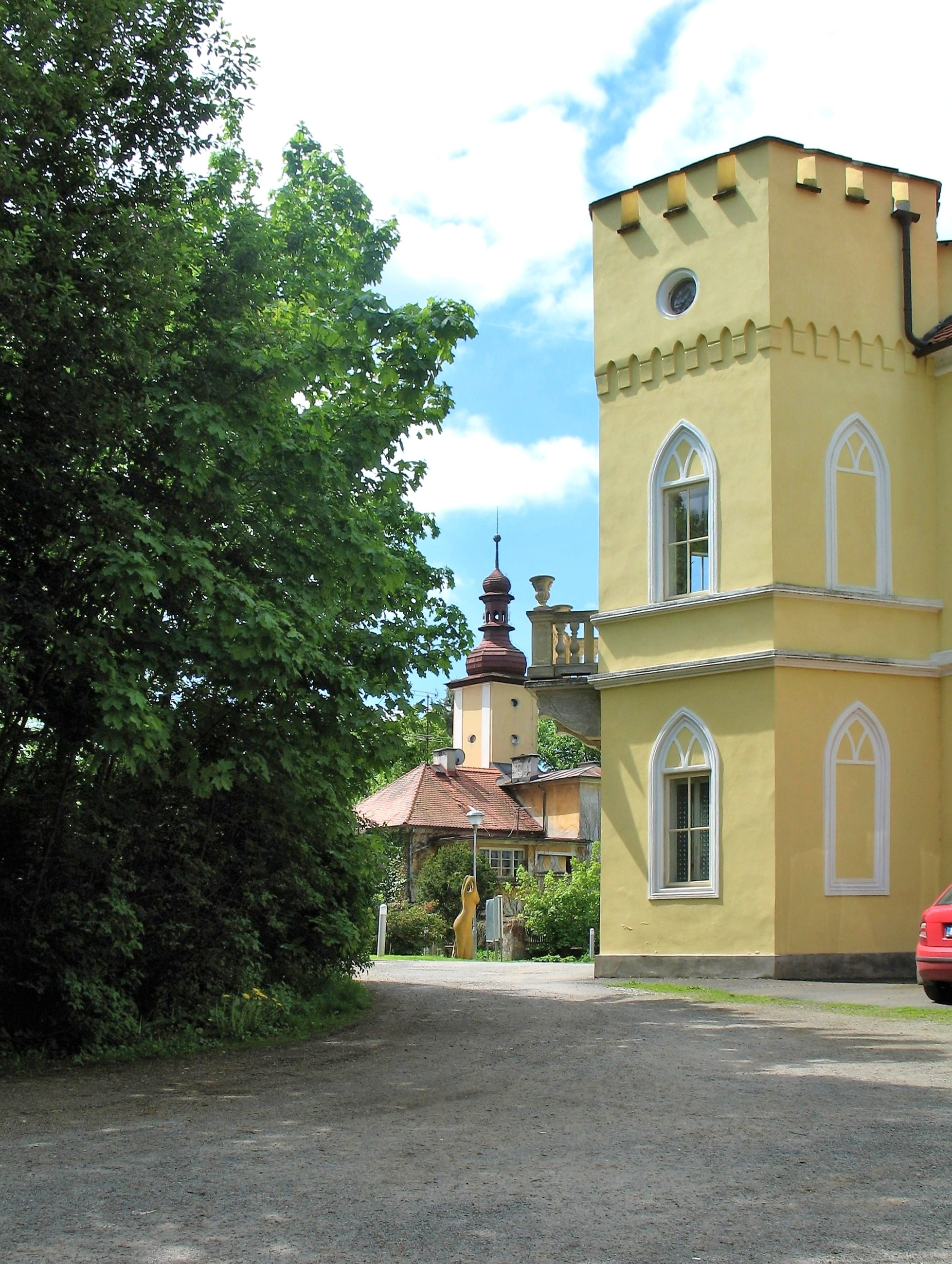
Jedna z věží, v pozadí jezuitská rezidence
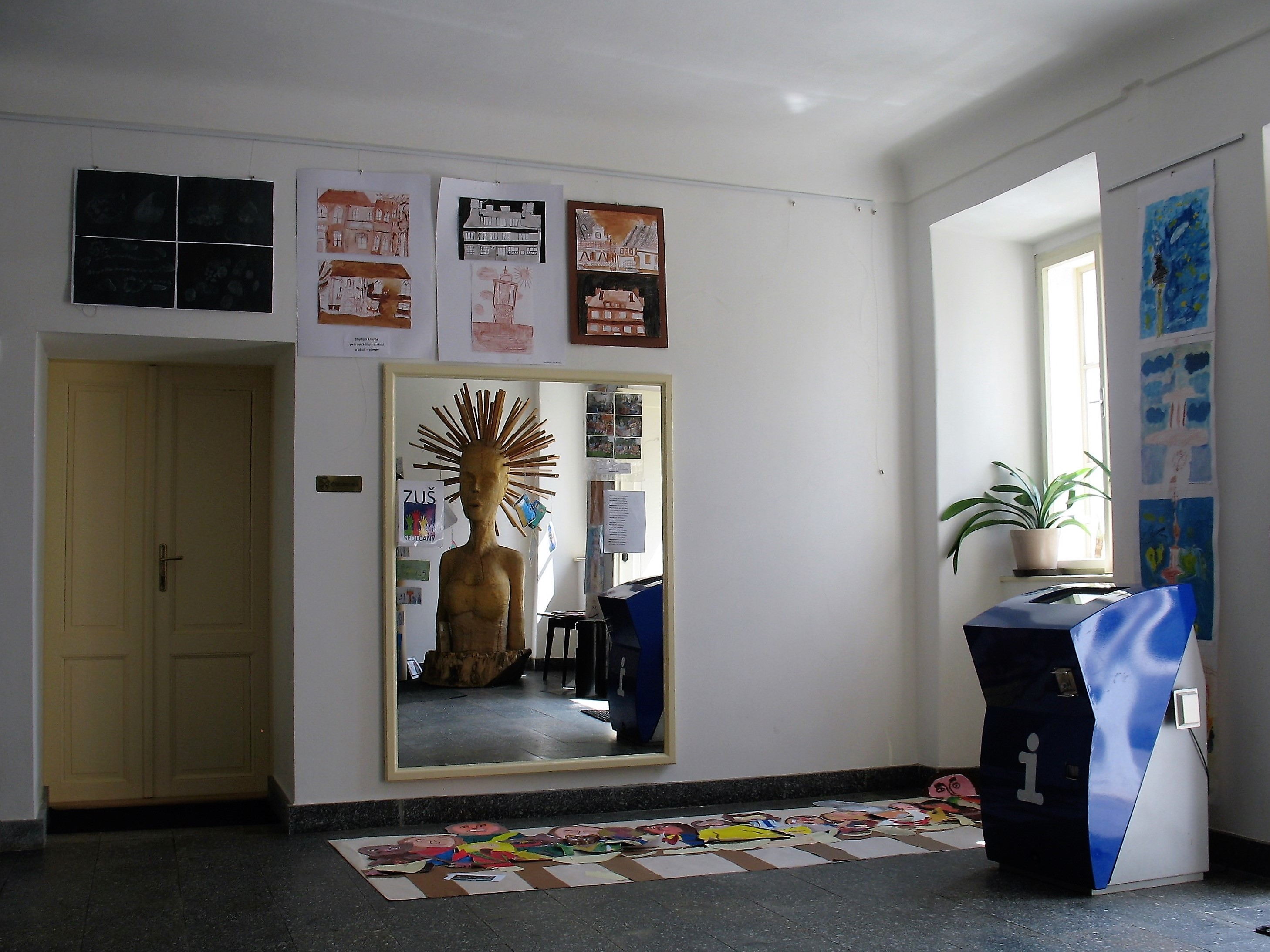
Vestibul zámku, výstavka prací žáků ZUŠ
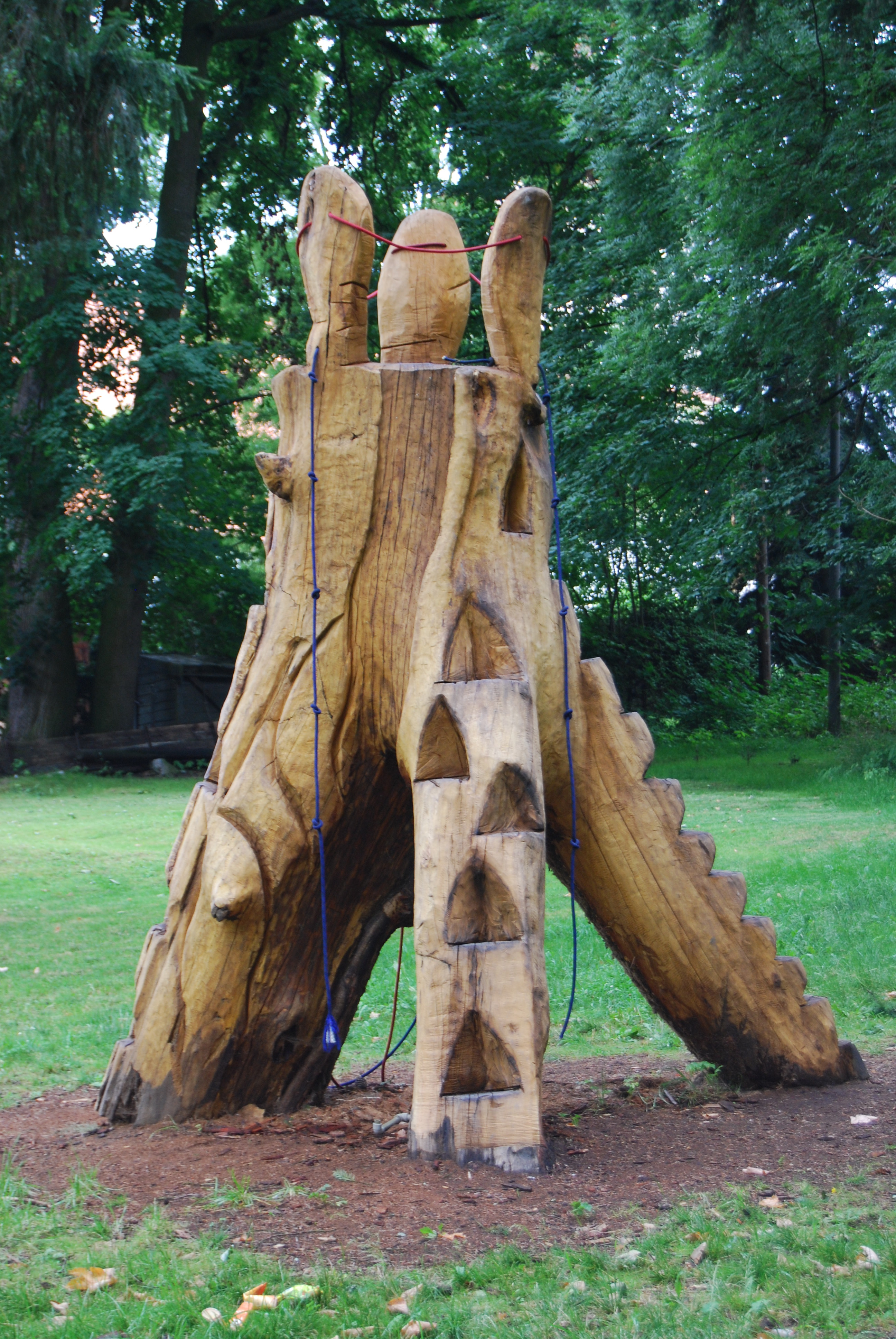
Plastika jako prolézačka